# Charles Blackader
Pour les articles homonymes, voir Blackader.
Charles Guinand Blackader (1869–1921) est un général britannique durant la première Guerre mondiale.

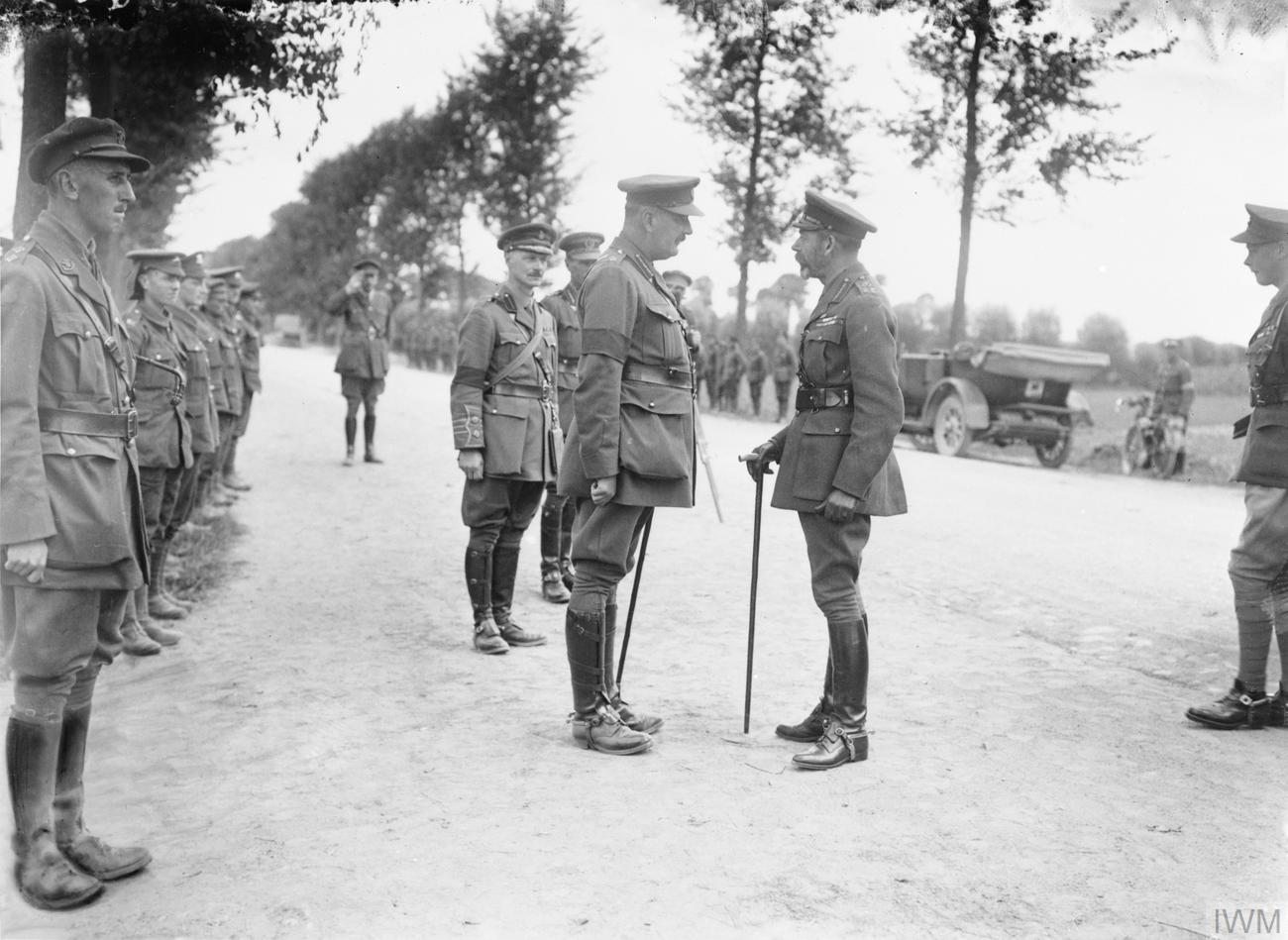
Le roi George V (à droite) conversant avec le Major-General Charles Blackader, Commandant de la 38e division d'infanterie du Royaume-Uni (38th (Welsh) Division), à Wormhout, le 13 août 1916. Les troupes de la Division sont alignées le long de la route.

Il fut, de juillet 1916 à octobre 1917, commandant (Major general) de la 38e division d'infanterie du Royaume-Uni, puis, de nouveau, de novembre 1917 à mai 1918.